# Rhimphalea trogusalis
Rhimphalea trogusalis là một loài bướm đêm trong họ Crambidae.